# Phenomena (banda)
Phenomena é uma banda/projeto do guitarrista Tom Galley, Mel Galley (ex Trapeze, Whitesnake) e Wilfried F. Rimensberger.

## Discografia

### Álbuns de estúdio
| Título         | Detalhes do álbum                            | Posições na parada | Posições na parada | Posições na parada | Posições na parada |
| Título         | Detalhes do álbum                            | ALE                | GBR                | SUE                | SUI                |
| -------------- | -------------------------------------------- | ------------------ | ------------------ | ------------------ | ------------------ |
| Phenomena      | - Lançamento: 1985 - Gravadora: Bronze       | 52                 | 63                 | 30                 | 30                 |
| Dream Runner   | - Lançamento: 1987 - Gravadora: Ariola / RCA | —                  | —                  | 5                  | —                  |
| Innervision    | - Lançamento: 1992 - Gravadora: Dino Music   | —                  | —                  | 32                 | —                  |
| Psycho Fantasy | - Lançamento: 2006 - Gravadora: Escape Music | —                  | —                  | 58                 | —                  |
| Blind Faith    | - Lançamento: 2010 - Gravadora: Escape Music | —                  | —                  | —                  | —                  |
| Awakening      | - Lançamento: 2012 - Gravadora: Escape Music | —                  | —                  | —                  | —                  |

### Coletâneas
| Título                | Detalhes do álbum                               |
| --------------------- | ----------------------------------------------- |
| Project X 1985 - 1996 | - Lançamento: 1997 - Gravadora: Parachute Music |
| The Complete Works    | - Lançamento: 2006 - Gravadora: Escape Music    |